# Planície de Osaka
A Planície de Osaka (em japonês 大阪平野 Ōsaka Heiya) é uma planície com 1600 km², a maior da Região de Kansai. Por vezes é referida como planície Sekkasen (em japonês 摂河泉平野 Sekkasen Heiya) tendo origem nos nomes das antigas províncias de Settsu, Kawachi e Izumi.
Esta planície integra uma grande parte da província de Osaka e a porção sudeste da província de Hyōgo.  Faz fronteira a norte com a cordilheira Hokusetsu, a este com a cordilheira Ikoma e a cordilheira Kongō, a sul com a cordilheira Izumi e a oeste com a baía de Osaka.  